# Écriture cunéiforme persane ancienne

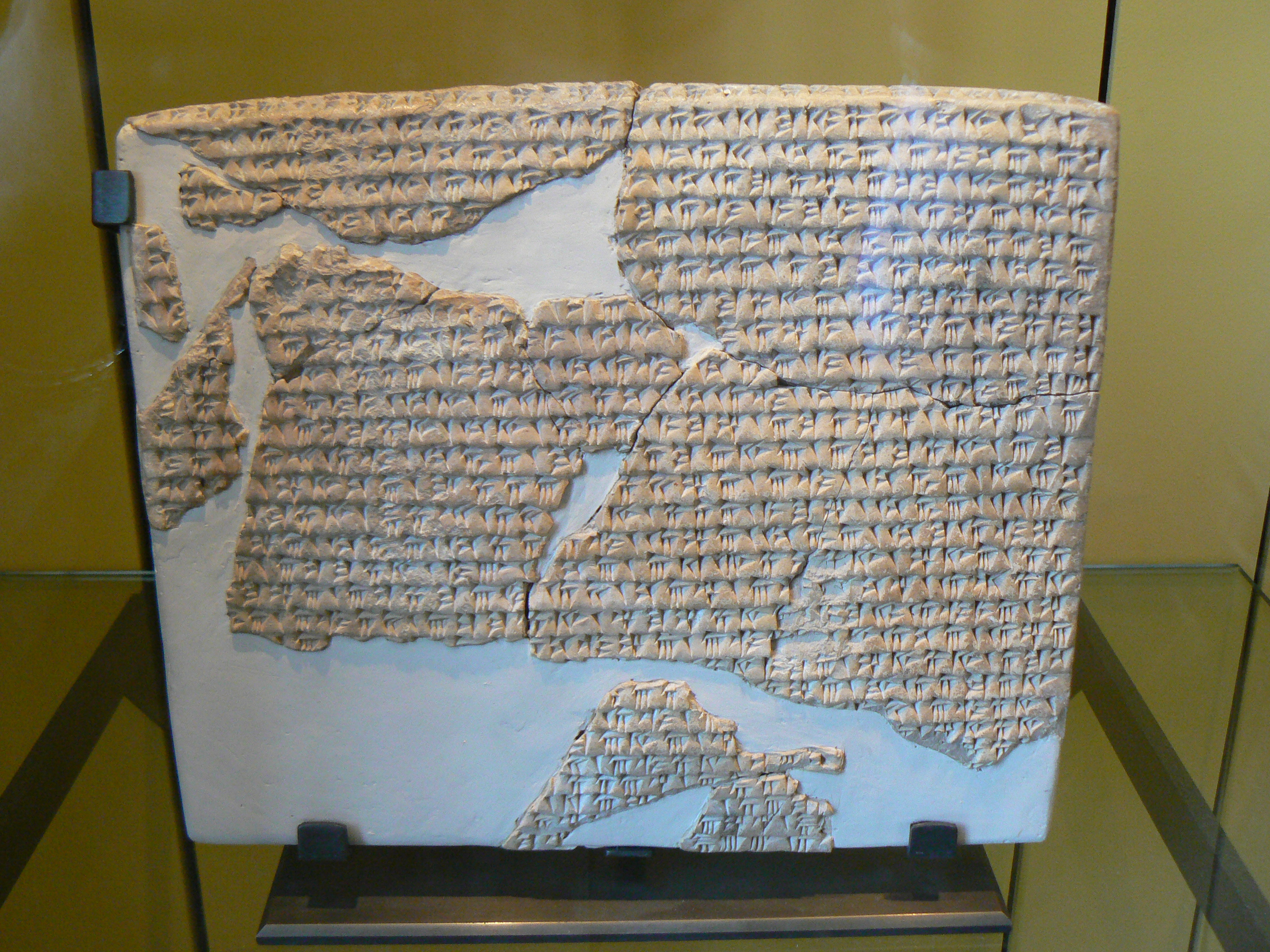
de fondation du palais de Darius I^{er}

L'écriture cunéiforme persane ancienne est une écriture alphabétique utilisée pour écrire le vieux perse, une langue utilisée principalement sous la dynastie des Achéménides (559 av. J.-C. — 330 av. J.-C.) en Perse antique.
Bien que les signes utilisés ressemblent au cunéiforme akkadien (langue sémitique qui l’a emprunté au sumérien), un seul caractère, le L, en est dérivé. Elle s'écrit de gauche à droite.

## Table Unicode
Elle est représentée dans la norme informatique Unicode par les caractères U+103A0 à U+103DF du bloc cunéiforme, auquel a été ajouté le bloc Old Persian (persan ancien en anglais), de U+103Ax à U+103Dx.
La fonte libre Free Sans de GNU FreeFont comporte ces caractères.
| en fr   | 0 | 1 | 2 | 3 | 4 | 5 | 6 | 7 | 8 | 9 | A | B | C | D | E | F |
| ------- | - | - | - | - | - | - | - | - | - | - | - | - | - | - | - | - |
| U+103A0 | 𐎠 | 𐎡 | 𐎢 | 𐎣 | 𐎤 | 𐎥 | 𐎦 | 𐎧 | 𐎨 | 𐎩 | 𐎪 | 𐎫 | 𐎬 | 𐎭 | 𐎮 | 𐎯 |
| U+103B0 | 𐎰 | 𐎱 | 𐎲 | 𐎳 | 𐎴 | 𐎵 | 𐎶 | 𐎷 | 𐎸 | 𐎹 | 𐎺 | 𐎻 | 𐎼 | 𐎽 | 𐎾 | 𐎿 |
| U+103C0 | 𐏀 | 𐏁 | 𐏂 | 𐏃 |   |   |   |   | 𐏈 | 𐏉 | 𐏊 | 𐏋 | 𐏌 | 𐏍 | 𐏎 | 𐏏 |
| U+103D0 | 𐏐 | 𐏑 | 𐏒 | 𐏓 | 𐏔 | 𐏕 |   |   |   |   |   |   |   |   |   |   |